# Miljanovci (Kalesija, BiH)
Miljanovci su naseljeno mjesto u sastavu općine Kalesija, Federacija Bosne i Hercegovine, BiH. Nalazi se pored magistralnog puta Tuzla - Kalesija nekih četiri kilometra prije Kalesije. 

## Stanovništvo
| Miljanovci         |                |                |                |
| godina popisa      | 1991.          | 1981.          | 1971.          |
| Muslimani          | 1.848 (98,24%) | 1.659 (98,63%) | 1.559 (98,79%) |
| Srbi               | 5 (0,26%)      | 7 (0,41%)      | 13 (0,82%)     |
| Hrvati             | 0              | 0              | 0              |
| Jugoslaveni        | 24 (1,27%)     | 12 (0,71%)     | 2 (0,12%)      |
| ostali i nepoznato | 4 (0,21%)      | 4 (0,23%)      | 4 (0,25%)      |
| ukupno             | 1.881          | 1.682          | 1.578          |